# Соматосенсорная система
Соматосенсо́рная система — это комплексная система, образованная рецепторами и центрами обработки нервной системы, осуществляющая такие сенсорные модальности, как осязание, температура, проприоцепция, ноцицепция. Соматосенсорная система также осуществляет контроль пространственного положения частей тела между собой. Необходима для выполнения сложных движений, управляемых корой головного мозга. Проявлением деятельности соматосенсорной системы является так называемое «мышечное чувство».

## Соматосенсорные проводящие пути

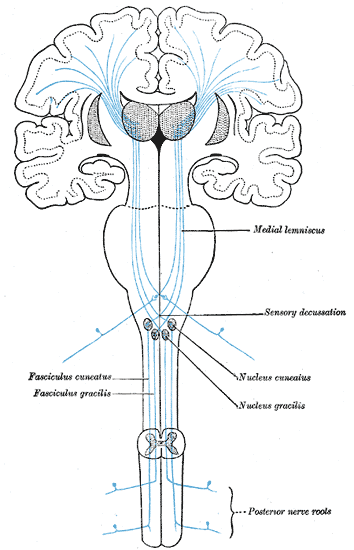
Схема путей глубокой чувствительности, показывающая их ход от нейронов дорсальных ганглиев через спинной мозг, ствол головного мозга и таламус к первичной соматосенсорной коре.

Существует две основных группы соматосенсорных проводящих путей:
- пути глубокой чувствительности (заднестолбовая система, пучки Голля и Бурдаха) - проводят проприоцепцию, вибрацию и чувство легкого прикосновения;
- пути поверхностной чувствительности (антеролатеральная или спиноталамическая система) - проводят болевую и температурную чувствительность, а также чувство грубого прикосновения.

### Пути глубокой чувствительности
Глубокая чувствительность от тела проводится двумя путями. Пучок Бурдаха (клиновидный пучок, лат. tractus cuneatus) проводит глубокую чувствительность от верхней части тела (примерно от уровня Тh6), пучок Голля (тонкий пучок, лат. tractus gracilis) — от нижней части тела. Проводником глубокой чувствительности от лица является путь тройничного нерва (тригеминальная петля, лат. lemniscus trigeminalis).
Проводники глубокой чувствительности тела имеют в своём составе три вида нейронов.
- 1-й нейрон — псевдоуниполярный нейрон спинального ганглия. Его периферический отросток входит в состав периферического нерва, а центробежный отросток (аксон) направляется к спинному мозгу в составе задних корешков. Эти аксоны поднимаются наверх в составе задних столбов спинного мозга, образуя пучки Голля и Бурдаха. Пучок Голля располагается в составе задних столбов медиальнее, пучок Бурдаха — латеральнее, при этом части тела, располагающиеся выше, проецируются в столбах латеральнее. Так, медиальнее всего в задних столбах располагаются волокна, несущие чувствительную информацию от ног, латеральнее всего - волокна, несущие информацию от шеи и затылка[1];
- 2-й нейрон располагается в ядрах Голля (тонкое ядро, лат. nucleus gracilis) и Бурдаха (клиновидное ядро, лат. nucleus cuneatus) для каждого из путей соответственно. Эти ядра находятся в нижней части продолговатого мозга и располагаются медиально и дорсально. Аксоны этих нейронов, выйдя из ядер, перекрещиваются, образуя внутренние дугообразные волокна (лат. fibrae arcuatae internae). После перехода на контралатеральную сторону, они поднимаются до таламуса в составе пути, который называется медиальная петля (лат. lemniscus medialis). Соматотопическая организация в медиальной петле меняется в сравнении с задними столбами: волокна, проводящие информацию от ног располагаются в ней латерально, он шеи и затылка — медиально [1];
- 3-й нейрон находится в вентральном заднелатеральном ядре (лат. nucleus ventralis posterolateralis) таламуса. Аксон этого нейрона входит в состав таламической соматосенсорной лучистости, которая через заднюю ножку внутренней капсулы поднимается вверх до первичной соматосенсорной коры[1].

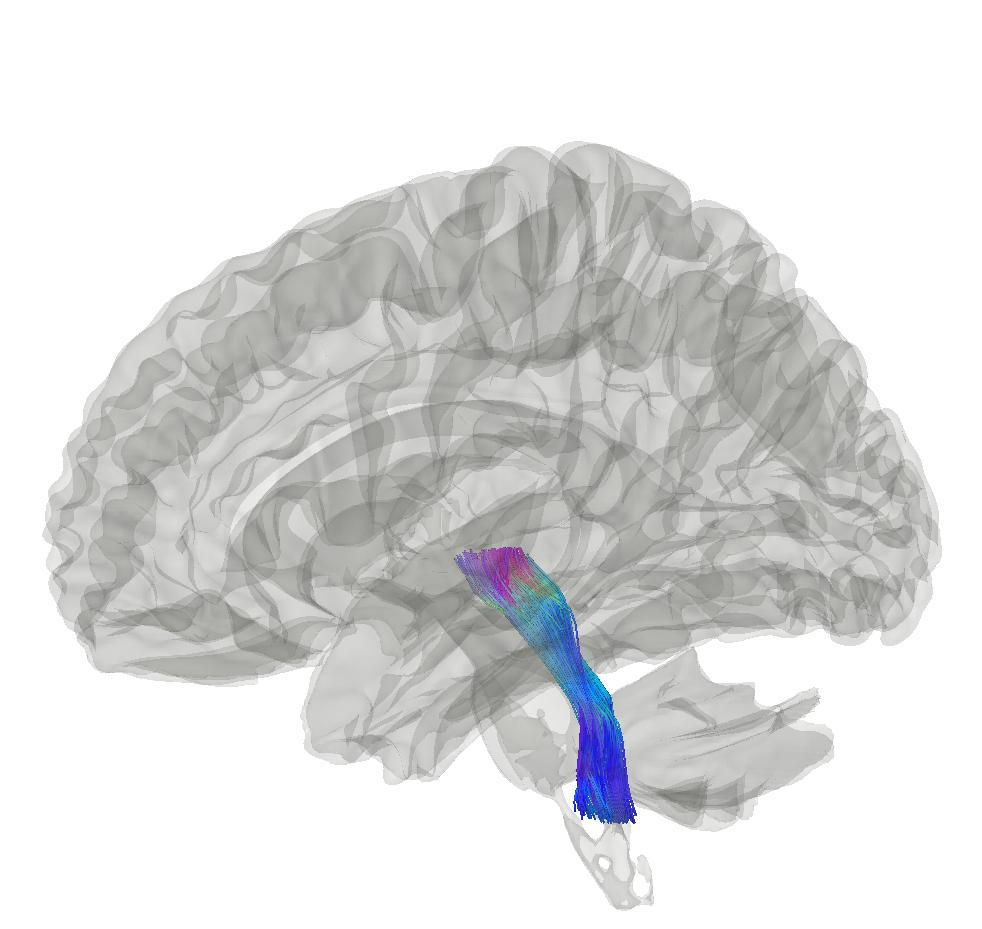
Трактография спиноталамического пути

### Пути поверхностной чувствительности
Поверхностная (болевая, температурная и легкая тактильная) чувствительность от тела проводится путями антеролатеральной системы, которая состоит из спиноталамических (переднего и латерального), спиноретикулярного и спиномезенцефального путей. Поверхностная чувствительность от лица проводится по пути тройничного нерва.